# Дорогичинское княжество
Дорогичинское княжество — удельное княжество в составе Волынского княжества в XII веке. Столица княжества — город Дорогичин, ныне Дрохичин в Польше. Территория бывшего Дорогичинского княжества относится к западнорусскому историческому региону Подляшье.

## История
Дорогичинское княжество выделилось из Волынского во второй половине XII века. Местным правителем был волынский княжич Василько Ярополкович, а затем его сын, имя которого не дошло до наших дней. Согласно Леонтию Войтовичу, Василько Ярополкович правил в Дорогичине в 1180-1182 годах.
В польских источниках есть свидетельства о том, что в 1190-х годах Польша воевала с неким (не названным по имени) дорогичинским князем, так как тот поддерживал враждебных ей ятвягов. Затем Дорогичинское княжество принадлежало к Берестейскому княжеству. В 1230-х годах Дорогичинское княжество захватил князь Конрад I Мазовецкий, передавший его рыцарям Добжинского ордена. В марте 1238 года Даниил Галицкий вытеснил рыцарей и присоединил дорогичинскую волость к своим владениям .
В русской истории Дорогичин отличился в первую очередь тем, что именно здесь в 1253 году Даниил Галицкий был коронован «королём Руси».
К Дорогичинскому княжеству помимо Дорогичина относились города Визна, Сураж, Орельск, Бельск и Бранск.

## Князь
- Василько Ярополчич (1180-1182)